# Grigory Novak
Grigory Novak (n. 5 martie 1919, Ciornobîl, gubernia Kiev⁠(d), Republica Populară Ucraineană – d. 10 iulie 1980, Moscova, RSFS Rusă, URSS) a fost un halterofil ce a reprezentat Uniunea Republicilor Sovietice Socialiste, medaliat olimpic. A participat la o ediție a Jocurilor Olimpice (1952) în care a câștigat o medalie de argint.

## Participări
Lista de mai jos prezintă principalele competiții la care a participat Grigory Novak de-a lungul carierei.
- weightlifting at the 1952 Summer Olympics – men's 90 kg[*]